# DigiCash
DigiCash — система электронной наличности и одноимённая компания (Нидерланды), основанная Дэвидом Чаумом в 1989 году. Транзакции DigiCash были уникальны тем, что они были анонимными благодаря ряду разработанных Чаумом криптографических протоколов. DigiCash объявила о банкротстве в 1998 году и впоследствии продала свои активы eCash Technologies, другой компании, занимавшейся цифровой валютой, которая была приобретена InfoSpace 19 февраля 2002 года.

## История
Дэвид Чаум известен в связи с изобретением технологии слепой подписи. В 1982 году, во время учёбы в Калифорнийском университете в Беркли, Чаум написал статью, описывающую технологические достижения в области технологий открытых и закрытых ключей, в которой впервые описал технологию слепой подписи, которая была разработана для обеспечения полной конфиденциальности участников при онлайн-транзакциях. Чаума беспокоил публичный характер и открытый доступ к информации об онлайн-платежах и личной информации участников. Затем он предложил создать систему криптографических протоколов, в которой банк или правительство не смогут отслеживать личные платежи, проводимые в Интернете. Эта технология была реализована в 1990 году в созданной Чаумом компании DigiCash.
Реализовав совместный с банком Mark Twain Bancshares (Сент-Луис) проект по внедрению электронной наличности, DigiCash получила лицензию на эмиссию электронной наличности в США.

## Технология
Технология DigiCash предполагала, что пользовательское программное обеспечение «снимало» электронные «банкноты» с банковского счёта и передавало их другим пользователям с использованием шифрования открытым ключом, при этом самому банку не было видно направление перевода, но у него была возможность удостовериться в подлинности предъявляемых получателем платежа «банкнот» и в отсутствие их двойной траты со стороны отправителя.

## Банкротство
DigiCash не смогла успешно развиваться за счёт расширения своей пользовательской базы. Чаум заявил в интервью в 1999 году, что проект DigiCash и его технологическая система вышли на рынок слишком рано — до того, как электронная коммерция была полноценно интегрирована в Интернет. В 1998 году DigiCash подала заявление о банкротстве по главе 11, а в 2002 году компания была продана по стоимости активов. Более современная реализация подхода DigiCash предоставляется Taler Systems SA как бесплатное программное обеспечение с протоколом «GNU Taler».